# Kap Henderson
Kap Henderson ist ein eisfreies, von Moränenschutt überlagertes Kap an der Knox-Küste des ostantarktischen Wilkeslands. Es liegt am Nordwestende der Bunger Hills.
Erste Luftaufnahmen entstanden im Februar 1947 bei der US-amerikanischen Operation Highjump (1946–1947). Das Advisory Committee on Antarctic Names benannte das Kap 1956 nach dem Zerstörer USS Henderson, der bei der Operation Highjump zum Einsatz gekommen war.